# Ayten Mutlu
 (janvier 2019).
Si vous disposez d'ouvrages ou d'articles de référence ou si vous connaissez des sites web de qualité traitant du thème abordé ici, merci de compléter l'article en donnant les références utiles à sa vérifiabilité et en les liant à la section « Notes et références ».
Ayten Mutlu est une poétesse turque, née à Bandırma en Turquie en 1952.

## Biographie
Diplômée de la faculté de Management de l’Université d’Istanbul (1975), elle commence des études d’ingénieur en construction avant de les abandonner en troisième année. Très jeune, elle a commencé à publier des poésies et des récits courts, d’abord dans les journaux locaux, ensuite dans les revues littéraires les plus prestigieuses du pays : Varlık, Hürriyet Gösteri, etc. Des extraits de ses recueils ont été publiés dans plusieurs pays européens, asiatiques et africains (France, Suède, Allemagne, Espagne, Russie, Syrie, Azerbaïdjan, Sénégal, Maroc) dans des anthologies ou des revues littéraires.
Elle est lauréate du prix Ibrahim Yildizoglu (1999), du prix de poésie de la Rencontre internationale des poètes de Yalova (2001) et du prix Sunullah Arisoy (2005) avec le Soir Dans le Bateau Long.
De la poésie d’Ayten Mutlu, maîtresse de la poésie condensée en images, se dégage une atmosphère lyrique qui reflète une lutte intérieure, tandis que se dévoile un monde où l’horreur et la beauté s’entremêlent de façon harmonieuse.

## Œuvres
- Dayan Ey Sevdam (Résiste, Mon Amour), 1984
- Vaktolur (Ce Jour Viendra), 1986
- Seni Özledim (Tu me manques), 1990
- Kül İzi (Trace de Cendre), 1993
- Denize Doğru (Vers la Mer) 1994
- Çocuk ve Akşam (L’Enfant et le Soir), 1999
- Taş Ayna (Miroir en Pierre), 2002
- Yitik Anlam Peşinde (À la Suite du Sens Perdu), 2004
- Ateşin Köklerinde (Aux Racines du Feu), 2006
- Uzun Gemide Akşam (Le Soir Dans le Bateau Long, traduit par Mustafa Balel), 2008
- Les yeux d'Istanbul (traduit par Mustafa Balel, 2014)